# 蒙特普拉塔
18°48′36″N 69°47′24″W / 18.81000°N 69.79000°W
蒙特普拉塔（西班牙語：Monte Plata，西班牙語發音：[ˈmonte ˈplata]）是中美洲國家多明尼加共和國的城市，也是蒙特普拉塔省的首府，位於該國東部，始建於1606年，距離首都聖多明哥153公里，面積623.55平方公里，海拔高度56米，2012年人口57,553。